# Tayacien
Tayacien je pravěká kultura, definoval ji roku 1932 francouzský archeolog Henri Breuil. Jedná se středopaleolitickou kulturu s nepravidelnou hrubotvarou industrií. Často je považována za součást acheuléenu.